# (1738) Oosterhoff
(1738) Oosterhoff es el asteroide número 1738 situado en el cinturón principal. Fue descubierto por el astrónomo Hendrik van Gent desde la estación meridional de Leiden en Johannesburgo, República Sudaficana, el 16 de septiembre de 1930. Su designación alternativa es 1930 SP. Está nombrado en honor del astrónomo holandés Pieter Oosterhoff (1904-1978).